# Luchthaven Sibiu

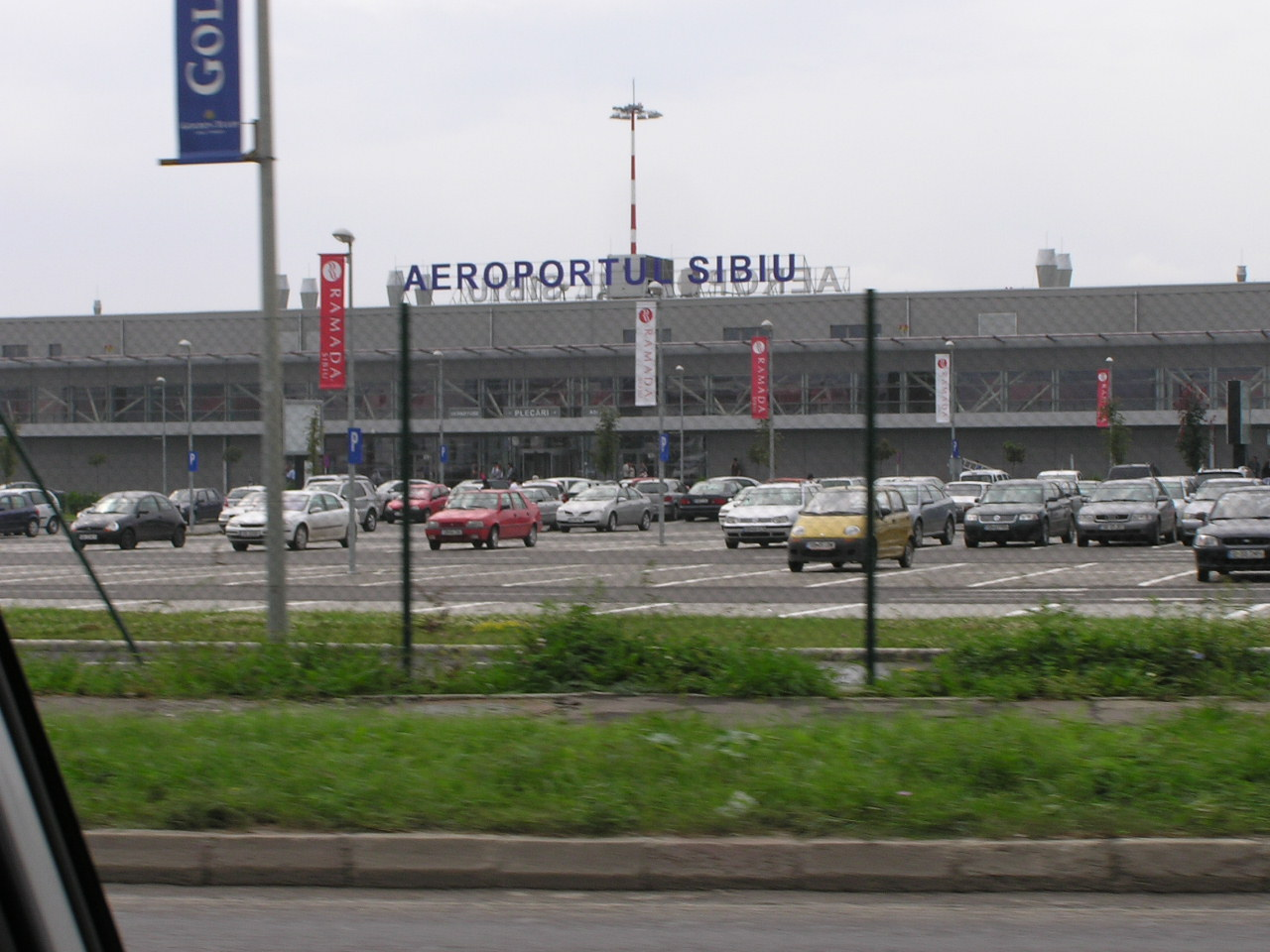
Sibiu International Airport

Sibiu International Airport (SBZ) is het vliegveld van Sibiu, een stad in Centraal-Roemenië. Het vliegveld ligt 5 km ten westen van de stad. Er zijn vluchten naar Boekarest, München, Wenen en Italië.